# Chazriet Tleceri
Chazriet Asłanbieczewicz Tleceri (ros. Хазрет Асланбечевич Тлецери, ur. 12 lipca 1958) – radziecki judoka.
Mistrz świata w 1983; trzeci w 1985. Zdobył siedem medali na mistrzostwach Europy w latach 1982-1987. Drugi na turnieju Przyjaźń-84. Mistrz ZSRR w 1981, 1982, 1984 i 1985; drugi w 1983 roku.